# Montour, New York
Montour är en kommun (town) i Schuyler County i delstaten New York. Vid 2020 års folkräkning hade Montour 2 323 invånare.